# Antichi Beni Originari di Grignano Polesine
È all'incirca dall'anno 1000 d.C. che esiste la Comuna di Grignano Polesine, attualmente denominata Antichi Beni Originari, un tipo di proprietà collettiva del tutto particolare a livello nazionale e senz'altro unica nell'area Veneta.
Molto simile alle partecipanze agrarie di matrice emiliana, la "Comuna" può essere inquadrata nella categoria delle Terre Collettive: i terreni della "Comuna" infatti sono un bene di ragione privata su cui hanno diritto di usufrutto i compartecipi, ossia i discendenti maschi delle famiglie originarie presenti nel paese di Grignano all'atto dell'investitura livellaria da parte dell'Abbazia Benedettina di Santa Maria dell'isola di Pomposa, dei quali terreni era proprietaria fin dal X secolo d.C. Requisito fondamentale per essere compartecipi, oltre alla discendenza dagli Originari, è inoltre quello di risiedere e vivere nel paese di Grignano Polesine.

## Storia

### Origini
Della prima investitura livellaria di cui sopra, sempre comunque menzionata fra le attività dell'Abbazia fin quasi dalla sua origine, sono andati perduti sia il titolo costitutivo che le rinnovazioni fino al 1426, anno a cui risale il documento più antico arrivato fino ai nostri giorni nel quale si riporta inoltre che i compartecipi dovevano fornire all'Abbazia, quale prestazione livellaria annua “sei pesci cavedani e tre denari dei piccoli”. Un canone livellario che, come si può facilmente notare, è puramente simbolico vista la condizione disastrosa in cui versava a quel tempo il territorio in oggetto, come pure la maggior parte dell'odierno Polesine di Rovigo.
Le terre concesse agli originari venivano così descritte e si componevano di:
- "una Valle peschereccia dove si dice la Comuna fra i suoi confini"
- "sette campi di terra dove si dice le Rotole"
- "una pezza di terra dove si dice l'Arzarello"
- "un Casamento con altra casa di canna"

Il rinnovo livellario imponeva poi le seguenti clausole:
- "A pagare per ricognizione del retto dominio sei pesci cavedani e denari tre piccoli"
- "A rinnovare l'investitura di 29 anni in 29 anni"
- "A migliorare non deteriorare o disfare detti beni"
- "A non potere detto Comune vendere né alienare detti beni senza la licenza di Monsignor Reverendo espressa"
- "Ad essere tenuto detto Comune a ricevere detto Reverendo o suoi agenti e successori con buona fede e senza frode"
- "Che contravvenendo a ciascheduna di esse cose decadano dalle ragioni e detti beni s'intende essere devoluti al Monastero predetto"

### Il Quattrocento
Verso la metà del Quattrocento sorsero tra i compartecipi e l'Abate alcuni dissidi che sfociarono nel mancato pagamento del canone livellario annuo da parte dei “gregnanati” e nella conseguente mancata rinnovazione livellaria (sarebbe dovuta avvenire nel 1473) con la devoluzione e ritorno all'Abbazia di tutti i beni. Provvedimento questo che si risolse con il rogito datato 3 dicembre 1494 mediante il quale il reverendo padre Geminiano da Modena Abate di Pomposa, in nome e per conto dell'Abbazia e del Convento di San Benedetto, concedeva un'investitura “ex novo” non più ai generici “Uomini di Grignano” ma direttamente ad un preciso elenco di capifamiglia convenuti in rappresentanza solo di quegli abitanti del paese che fin dalla prima investitura contribuirono fisicamente ed economicamente alla continua bonifica e miglioramento del fondo.

### Caratteristiche del rogito speciale
Merita inoltre questo rogito speciale attenzione sia per l'aumento e variazione portata alla prestazione livellaria annua, sia per l'assenso dato dall'Abate alla possibilità di divisione fra gli enfiteuti della Valle Comuna. Tale ultima concessione derivava dalla comune volontà da parte di Abbazia e compartecipi di continuare a migliorare il fondo secondo il principio che quod communiter possidetur communiter negligitur, ossia “ciò che è posseduto in comune, è anche tenuto male in comune”: ogni compartecipe infatti, avrebbe avuto più interesse a curare e migliorare, seppure per un periodo limitato di tempo, un proprio lotto, invece di continuare ad usare in comune le sole aree già bonificate lasciando in stato di abbandono le altre.
Per quanto riguarda il canone annuo, si prevedeva a questo punto, oltre al pagamento dei soliti “sei pesci cavedani e tre denari dei piccoli”, anche l'ottava parte di tutti i prodotti (escluso quello derivato dal taglio degli alberi). 
Ciò significa evidentemente che i compartecipi erano riusciti a bonificare e rendere coltivabile gran parte dell'area della Comuna fino a farla diventare estremamente produttiva. Da notare il fatto che la consegna dell'ottava parte del raccolto denominato “terratico” che s'imponeva agli enfiteuti non era una cosiddetta decima loco canonis, come avrebbe dovuto essere dichiarata per rivestire il carattere livellario, ma semplicemente una “prestazione puramente sacramentale” precisata dalla frase ut cultus augeatur, ossia "per aumentare il culto".

### Critiche al rogito speciale
Tuttavia le nuove condizioni economiche dettate dall'Abate non furono bene accolte dai compartecipi che infatti non si prestarono mai all'adempimento degli obblighi assunti e, in particolare, mai corrisposero il terratico dell'8% sui frutti della Valle Comuna. Ciò dette luogo ad un giudizio del quale furono attori Convento ed Abbazia, e bisogna arguire che gli argomenti addotti in propria difesa dai compartecipi fossero di grave peso, se il Pretore di Rovigo di quei tempi, innanzi a cui la lite era stata intentata, la tenne per lungo tempo sospesa senza pronunciare sentenza in merito e se durante questo tempo Monastero ed Abbazia, anziché persistere nella chiesta devoluzione (e conseguente requisizione) dei beni livellati, si convinsero alla risoluzione della questione mediante una transazione a cui amichevoli intermediari li consigliavano.
Grazie a questa transazione, per la quale fu necessario far riunire capitolarmente l'Abate di Pomposa con tutti i Monaci del Monastero di San Benedetto, fu rinnovata l'investitura a favore degli Originari di Grignano, dietro il pagamento di 150 scudi d'oro, conservando tutte le condizioni di cui alle precedenti investiture (ivi compresa l'originarietà dei compartecipi) ma variando la modalità di pagamento del canone livellario annuo: al posto dei “sei pesci cavedàni e tre danari piccoli” e dell'ottava parte dei prodotti della Valle Comuna, veniva surrogato in perpetuo il canone annuo di 2 scudi d'oro, pagabili ogni 25 marzo a partire dal successivo anno 1545.
Restava quindi abolita ogni prestazione di frutti e prodotti in natura, e questo è importantissimo a rilevarsi, come pure il fatto che l'annuo canone dei 2 scudi d'oro, fu poi sempre pagato, mantenuto e confermato nelle rinnovazioni delle investiture successive.

### Dal Medioevo ad oggi
Tale accordo, che ratificò in modo definitivo ed incontestabile il diritto dei soli originari al godimento della “Comuna”, sarà il documento fondamentale che salverà la “Comuna de Gregnàn” dai successivi tentativi sia di distruzione (da parte degli enti pubblici: nel 1806 ad opera di Napoleone, nel 1940 ad opera dello Stato italiano) che di pretesi diritti di partecipazione da parte di alcuni non originari (nel 1622 e nel 1729, questione risolta in modo definitivo dal Consiglio dei XL al Criminal della Serenissima Repubblica di Venezia).
Tale enfiteusi proseguì dal Medioevo fino a quando, nel 1968, i compartecipi decisero di affrancarsi dal livello enfiteutico diventando proprietari delle terre che i loro avi hanno sempre coltivato e continuamente migliorato.